# Krasowice (gromada)
Krasowice – dawna gromada, czyli najmniejsza jednostka podziału terytorialnego Polskiej Rzeczypospolitej Ludowej, istniejąca w latach 1954–1961.
Gromady, z gromadzkimi radami narodowymi (GRN) jako organami władzy najniższego stopnia na wsi, funkcjonowały od reformy reorganizującej administrację wiejską przeprowadzonej jesienią 1954 do momentu ich zniesienia z dniem 1 stycznia 1973, tym samym wypierając organizację gminną w latach 1954–1972.
Gromadę Krasowice z siedzibą GRN w Krasowicach utworzono – jako jedną z 8759 gromad na obszarze Polski – w powiecie namysłowskim w woj. opolskim, na mocy uchwały nr VII/23/54 WRN w Opolu z dnia 4 października 1954. W skład jednostki weszły obszary dotychczasowych gromad: Smarchowice Śląskie ze zniesionej gminy Smarchowice Wielkie w tymże powiecie i województwie oraz Krasowice, Lubska, Młokicie i Pielgrzymowice ze zniesionej gminy Miłocice w powiecie oleśnickim w woj. wrocławskim. Dla gromady ustalono 14 członków gromadzkiej rady narodowej.
31 grudnia 1959 z gromady Krasowice wyłączono wieś Pielgrzymowice, włączając ją do gromady Bukowie w tymże powiecie.
Gromadę zniesiono 31 grudnia 1961, a jej obszar włączono do gromad: Bukowie (wieś Młokicie), Wilków (wieś Lubska) i Ligota Książęca (wsie Krasowice, Smarchowice Śląskie i Niwki) w tymże powiecie.